# Kremnické gagy
Kremnické gagy s podtitulem evropský festival humoru a satiry je mezinárodní multižánrový festival konající se koncem srpna v Kremnici na Slovensku. V roce 2015 se uskutečnil 35. ročník.

## Ročníky

### 35. ročník
Na jubilejním ročníku se na třinácti scénách představilo téměř 300 umělců. Mezinárodní akademii humoru předsedal Bolek Polívka. Grand Prix také i Zlatého gunára za pouliční a pohybové produkce získal kanadský umělec Leo (William Bonnet) za antigravitační show Leo kanadsko-německé 2T & amp; Chamäleon Productions.
Poprvé se na festivalu představil žánr Stand-up comedy. Trojice Rasťo Visokai, Milan Lasica a Stano Dančiak dostali cenu za celoživotní dílo. Součástí festivalu byla i výstava retrokarikatur Archikatúra (1992-96)

## Ceny

### Grand Prix
- 2015: Leo[2]
- 2014: Humor In Concert dvojice Gogol & amp; MAX[5]